# Orde van Sint-George (Roemenië)
De Orde van Sint-George was een Roemeense ridderorde.
Er zijn overal in Europa orden geweest die naar Sint-Joris of George, de onverschrokken drakendoder en patroon van de ridders werden genoemd. Dit is er een van. De Orde van Sint George (Roemeens : "Ordin Sfântul Gheorghe") werd op 8 maart 1940 door koning Carol II van Roemenië als een Militaire onderscheiding voor verdienste tijdens de oorlog ingesteld. De orde nam de plaats in van de oudere Bene Merenti Medaille met de zwaarden en verleend aan onderofficieren en manschappen en in dezelfde rang dienend militair personeel.

## De zes graden
- Ie Klasse - Ster
- IIe Klasse - Commandeur
- IIIe Klasse - Borstkruis
- IVe Klasse - gouden medaille
- Ve Klasse - zilveren medaille
- VIe Klasse - bronzen medaille

Alle zes klassen van de orde werden ook met de zwaarden verleend.
Het lint is blauw met smalle groen-goud-groene rand.
De orde werd na de troonsafstand van koning Carol II door zijn zoon en opvolger, koning Michael I van Roemenië niet meer verleend.